# Retrat de Baltasar Castiglione
El Retrat de Baltasar Castiglione (italia: Ritratto di Baldassarre Castiglione) és un quadre del pintor italià Raffaello Sanzio. Està realitzat a l'oli sobre llenç. Va ser pintat cap a 1515, mesura 82 cm d'alt i 67 d'ample i es conserva actualment en el Museu del Louvre de París, amb el títol de Portrait de Baldassare Castiglione, écrivain et diplomate (1478–1529).

## Història
L'autoria d'aquest retrat havia estat posada en dubte. D'acord amb una carta de 1516 de Pietro Bembo al cardenal Bibbiena, «El retrat de M. Baldassare Castiglione... [i el del Duc Guidobaldo di Montefeltro] van poder ser obra d'un dels alumnes de Rafael». No obstant això, l'opinió generalitzada actual és que sí que és obra de Rafael a causa de l'alta qualitat i la magistral combinació d'elements pictòrics que distingeixen la pintura, com l'afecte inherent en l'intel·ligent i calmat rostre de Castiglione. Les apagades tonalitats de la roba i el fons, inusualment lleuger, indiquen la mà d'un pintor experimentat i hàbil, així com la mirada directa del subjecte, que estableix un contacte immediat i íntim amb l'observador.
De la casa dels Castiglioni a Màntua, el llenç va passar als Països Baixos i va ser adquirit en 1630 en Amsterdam per Lucas van Uffel, marxant amic de Van Dyck; s'explica que Rembrandt va acudir a la subhasta i va intentar licitar, però no disposava de diners suficients. Nou anys més tard el quadre va ser adquirit pel Cardenal Mazzarino i en 1661 va entrar en la col·lecció de Lluís XIV de França.
Aquest retrat ha figurat en diverses exposicions internacionals. Va estar exposat del 25 de març al 4 de juny de 2006 en el Museu de Capodimonte dins de l'exposició «Tiziano i el retrat de tall, de Rafael a Carraci». Posteriorment, ha format part de l'exposició «Louvre Atlanta» celebrada fins a gener de 2007, en el High Museum of Art d'Atlanta, Geòrgia. En 2012-13 va participar en l'antològica «L'últim Rafael», coorganitzada pel Museu del Louvre i el Museu del Prado, i posteriorment es va prestar per una de les exposicions inaugurals del nou Museu Louvre-Lens.

## Anàlisi del quadre
És un retrat de Baltasar de Castiglione, nascut a Màntua en 1478, va ser una figura literària activa en la cort d'Urbino en els primers anys del segle XVI; també va exercir el paper d'ambaixador.
En primer pla ressalten les mans entrellaçades, mentre que els braços s'obren, permetent així mesurar l'amplitud del tors.
En aquest retrat, Rafael capta l'ideal d'un home equilibrat, culte, dominador de les seves passions, per mitjà de l'entonació recíproca dels colors marcats: les tonalitats fosques i argénteas de la roba, la blancor de la camisa. La roba fosca és pròpia de la moda de Borgonya.